# سرتاج عزیز
سرتاج عزیز (اردو:  سرتاج عزیز؛ زادهٔ ۷ فوریهٔ ۱۹۲۹ – درگذشتهٔ ۲ ژانویه ۲۰۲۴) اقتصاددان، و استراتژیست پاکستانی بود که به عنوان عضوی از کابینه فدرال و وزیر امور خارجهٔ دو فاکتوی پاکستان فعالیت می‌کرد. او پیشتر سناتور فدرال و مشاور امنیت ملی بوده‌است.
سرتاج عزیز در ۲ ژانویه ۲۰۲۴، در سن ۹۴ سالگی درگذشت.